# باشگاه فوتبال زنان میاوادی
باشگاه فوتبال زنان میاوادی یک باشگاه فوتبال حرفه‌ای زنان واقع در شهر نایپیداو میانمار واقع شده است.